# Fußball-Asienmeisterschaft 1972/Qualifikation
Die Qualifikation zur Fußball-Asienmeisterschaft 1972 in Thailand

## Modus
Die teilnehmenden Mannschaften wurden nach ihrer geographischen Lage in zwei Gruppen eingeteilt, Israel sollte aufgrund politischer Anfeindungen lediglich in Hin- und Rückspiel gegen Südkorea spielen, um den sechsten Teilnehmer zu ermitteln. Erstmals nahmen auch arabische Mannschaften an dem Qualifikationsturnier teil.
Iran war als Titelverteidiger automatisch qualifiziert.
Der AFC legte folgende Endrundenplätze fest:
- Vorderasien: 2 Mannschaften (+Iran)
- Südostasien: 1 Mannschaft (+Thailand)
- Ostasien\Israel: 1 Mannschaft

## Gruppe 1
24. Mai bis 1. Juni 1971 in Bangkok
Tabelle
| Pl. | Land       | Sp. | S | U | N | Tore    | Diff. | Punkte |
| --- | ---------- | --- | - | - | - | ------- | ----- | ------ |
| 1.  | Indonesien | 2   | 2 | 0 | 0 | 010:000 | +10   | 04     |
| 2.  | Thailand   | 2   | 1 | 0 | 1 | 010:100 | +9    | 02     |
| 3.  | Brunei     | 2   | 0 | 0 | 2 | 000:190 | −19   | 0      |

Spielergebnisse
| Thailand | – | Brunei     | 10:0 (6:0) |
| Thailand | – | Indonesien | 0:1 (0:1)  |

Tabelle
| Pl. | Land       | Sp. | S | U | N | Tore    | Diff. | Punkte |
| --- | ---------- | --- | - | - | - | ------- | ----- | ------ |
| 1.  | Malaysia   | 2   | 2 | 0 | 0 | 004:200 | +2    | 04     |
| 2.  | Kambodscha | 2   | 1 | 0 | 1 | 003:300 | ±0    | 02     |
| 3.  | Hongkong   | 2   | 0 | 0 | 2 | 002:400 | −2    | 0      |

Spielergebnisse
| Kambodscha | – | Hongkong | 2:1 (1:0) |
| Hongkong   | – | Malaysia | 1:2 (1:1) |

Halbfinale:
|            | Ergebnis  |            |
| ---------- | --------- | ---------- |
| Indonesien | 0:2 (0:0) | Kambodscha |
| Thailand   | 1:0 (0:0) | Malaysia   |

Finale:
|          | Ergebnis  |            |
| -------- | --------- | ---------- |
| Thailand | 4:2 (3:2) | Kambodscha |

Thailand war somit qualifiziert (da Thailand später als Gastgeber festgelegt wurde, qualifizierte sich Kambodscha).

## Gruppe 2
13. bis 24. Dezember 1971 in Kuwait
Tabelle
| Pl. | Land      | Sp. | S | U | N | Tore    | Diff. | Punkte |
| --- | --------- | --- | - | - | - | ------- | ----- | ------ |
| 1.  | Irak      | 3   | 3 | 0 | 0 | 008:000 | +8    | 06     |
| 2.  | Jordanien | 3   | 2 | 0 | 1 | 005:500 | ±0    | 04     |
| 3.  | Bahrain   | 3   | 1 | 0 | 2 | 005:400 | +1    | 02     |
| 4.  | Sri Lanka | 3   | 0 | 0 | 3 | 001:100 | −9    | 0      |

Spielergebnisse
| Irak    | – | Sri Lanka | 5:0 (2:0) |
| Bahrain | – | Jordanien | 2:3 (1:1) |
| Irak    | – | Bahrain   | 1:0 (0:0) |

Tabelle
| Pl. | Land    | Sp. | S | U | N | Tore    | Diff. | Punkte |
| --- | ------- | --- | - | - | - | ------- | ----- | ------ |
| 1.  | Kuwait  | 2   | 1 | 1 | 0 | 003:200 | +1    | 03     |
| 2.  | Libanon | 2   | 1 | 0 | 1 | 003:300 | ±0    | 02     |
| 3.  | Syrien  | 2   | 0 | 1 | 1 | 004:500 | −1    | 01     |

Spielergebnisse
| Kuwait | – | Libanon | 1:0 (1:0) |
| Syrien | – | Libanon | 2:3 (1:1) |

Halbfinale:
|        | Ergebnis  |           |
| ------ | --------- | --------- |
| Kuwait | 2:0 (1:0) | Jordanien |
| Irak   | 4:1 (1:0) | Libanon   |

Finale:
|      | Ergebnis  |        |
| ---- | --------- | ------ |
| Irak | 1:0 (0:0) | Kuwait |

Irak und Kuwait waren somit für das Endturnier qualifiziert.

## Gruppe 3
Israel zog seine Meldung zurück, wodurch sich Südkorea automatisch qualifizierte.